# Gouvernement José López Domínguez
Le gouvernement de José López Domínguez est le  gouvernement du royaume d’Espagne en fonction entre le 6 juillet 1906 et le 30 décembre 1906, présidé par le général libéral José López Domínguez.

## Composition
| Portefeuille                                                                  | Titulaire(s),                                        | Titulaire(s), |
| ----------------------------------------------------------------------------- | ---------------------------------------------------- | ------------- |
| Président du Conseil des Ministres                                            | José López Domínguez                                 |               |
| Ministre de l'Intérieur                                                       | Bernabé Dávila y Bertololi                           |               |
| Ministre d’État                                                               | Pío Gullón e Iglesias                                |               |
| Ministre de la Grâce et de la Justice                                         | Comte de Romanones                                   |               |
| Ministre du Budget                                                            | Juan Navarro Reverter                                |               |
| Ministre de l'Agriculture, de l'Industrie, du Commerce et des Travaux Publics | Manuel García Prieto                                 |               |
| Ministre de la Guerre                                                         | José López Domínguez *jusqu'au 15 octobre 1906       |               |
| Ministre de la Guerre                                                         | Agustín de Luque y Coca *à partir du 15 octobre 1906 |               |
| Ministre de la Marine                                                         | Juan Alvarado y del Saz                              |               |
| Ministre de l’Instruction publique et des Beaux-arts                          | Amalio Gimeno y Cabañas                              |               |